# Бурная ночь
«Бурная ночь» (итал. La notte brava) — чёрно-белый фильм итальянского режиссёра Мауро Болоньини снятый в 1959 году. Премьера фильма состоялась в Риме 12 ноября 1959 года. В основу сценария была положена ранняя повесть Пьера Паоло Пазолини «Дети жизни» / «Шпана» (в английском издании: «Плохие девочки не плачут»).

## Сюжет
Шинтиллоне и Руджеро, двое молодых шустрил из бедных римских окраин, пытаются продать оружие, которое они нашли в угнанной ими машине. По пути к ним присоединяется третий, Джино по прозвищу Беллабелла, предложив им свои посреднические услуги в сбыте краденого. Но не он найдёт покупателя, а подобранные ими по пути две проститутки: Анна и Супплизия. Наконец, после совершённой сделки по сбыту краденого, парни с девицами позабавятся где-то на пустыре и, бросив их, побегут далее в надежде хорошо провести время. Они ещё не знают, что девицы лёгкого поведения, поняв, что парни и не собираются с ними рассчитываться, просто вытащат у них деньги. Когда же герои хватятся пропажи, то будет уже поздно, девушки скроются, и все попытки их найти будут тщетными.
Устав от женской компании, ребята присоединяются к трём другим молодым прожигателям жизни, в отличие от них, бессребреников, их попутчиками теперь становятся отпрыски богатых папаш. Хорошо проведя с ними несколько часов в развлечениях, герои вынуждены «делать ноги», так как Джино украл у богатых отпрысков портмоне с кругленькой суммой денег. Не поделив добычу, двое вступают в схватку, в то время как третий, Шинтиллоне, прихватив деньги покидает их, поймав такси.
Шинтиллоне пригласит девушку своей мечты Россану в ресторан, но там его откажутся обслуживать, памятуя то, как он однажды не рассчитался по счёту. Вызванная полиция заберёт Шинтиллоне в участок, а деньги у Россаны заберёт Руджеро, подъехавший к ресторану в поисках приятеля. Он предложит Россане:
— «Ну, что, пойдёшь со мной?»

— «Куда?», спросит она.

— «Туда, где жизнь…» — оветит он.
Они проведут романтический вечер при свечах вдвоём в пустом, уже закрытом ресторане. Руджеро шикует на все имеющиеся деньги, попросив то, что обычно заказывают арабские шейхи, и уговорив за соответствующую оплату играть всю ночь для них музыкантов из оркестра. 
В финале Руджеро возвращается под утро в свой бедный квартал: остановившись на мосту, он достаёт из кармана всё, что у него осталось, — бумажку в тысячу лир — и, улыбнувшись, бросает купюру с моста.

## В ролях
- Розанна Скьяффино — Россана
- Лоран Терзиефф — Руджеро
- Жан-Клод Бриали — Шинтиллоне
- Эльса Мартинелли — Анна
- Антонелла Луальди — Супплизия
- Милен Демонжо — Лаура
- Франко Интерленги — Джино, он же Беллабелла
- Анна-Мария Ферреро — Николетта
- Томас Милиан — Ахилл, он же Моретто
- Маурицио Конти (итал. Maurizio Conti) — Пепито
- Франко Бальдуччи (итал. Franco Balducci) — Элизео

## Интересные факты
- Третья совместная работа дуэта Пазолини — Болоньини. Всего они вместе сделают семь фильмов (наиболее интересные из других совместных работ сценариста Пазолини и режиссёра Болоньини: «Молодые мужья[англ.]», 1958; «Красавчик Антонио», 1960 и «Ла Виачча», 1961).

## Премии и номинации
- Фильм был удостоен двух премий итальянских журналистов и критиков «Серебряная лента» — за лучший оригинальный сценарий (Пьер Паоло Пазолини), и лучшую мужскую роль второго плана (Франко Интерленги)[1].
- Также в номинации на «Серебряную ленту» за лучшую операторскую работу был выдвинут Армандо Наннуцци[1].
- Фильм номинировался на итальянскую премию «Золотой Глобус»[2][1].